# Vladimir Maï-Maïevski
Vladimir Zenonovitch Maï-Maïevski (en russe : Владимир Зенонович Май-Маевский), né le 27 septembre 1867 et mort le 30 novembre 1920, fut un général russe, vétéran de la guerre russo-japonaise et de la Première Guerre mondiale. 
Il est décoré en 1917 de la médaille de Saint-Georges avec branche d'olivier, décoration pour officiers attribuée sur décision des comités de soldats pour bravoure au combat.

## La guerre civile russe
Au printemps 1918, il rejoint la région du Don et s'engage comme simple soldat dans la division de Drozdovski. En novembre 1918, il remplace temporairement le général Drozdovski à la tête de la 3e division d'infanterie puis occupe pleinement cette fonction après le décès du général. De février à juin 1919, il commande le 2e corps d'armée des Forces Armées du Sud de la Russie. Il parvient à défaire des forces rouges en supériorité numérique écrasante dans le Donbass. Il participe à la marche sur Moscou, mais à la suite de revers militaires et personnels Maï-Maïevski est renvoyé de l’armée à l’automne 1919 et remplacé par Piotr Nikolaïevitch Wrangel.
Il reprend du service l’année suivante et s’occupe des arrières de l’armée russe. Il décède le 12 novembre 1920 à Sébastopol.